# Lac Saroma
Le lac Saroma (サロマ湖, Saroma-ko), également connu sous le nom de lagon Saroma, est un ensemble d'eau saumâtre situé à Saroma, Kitami et Yūbetsu, à Hokkaidō, au Japon. 

## Géographie
Il fait partie du parc quasi national d'Abashiri. Par sa superficie, ce lac est le troisième plus grand du Japon et le premier d'Hokkaidō.
Son nom provient du nom de lieu saruomahetsu de la langue Ainu qui signifie « endroit de nombreux roseaux et joncs miscanthus ».

## Source
- (en) SAROMA-KO, World Lakes Database, International Lake Environment Committee.